# Sportåret 1833

## Händelser

### Boxning

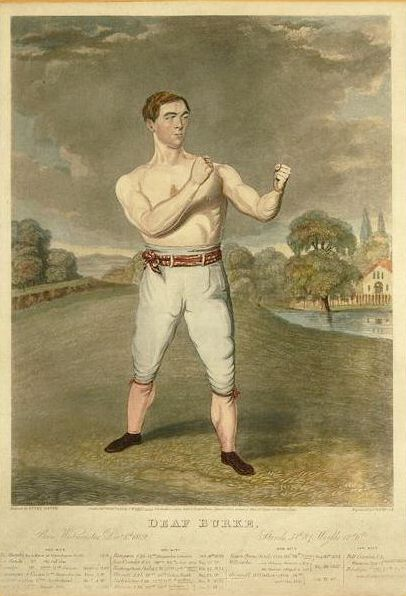
James Burke.

- 8 januari – James Burke besegrar Harry Macone i Lockington Bottom. Matchen varar i en timme och 38 minuter över 59 ronder.[1]

- 17 mars – William Thompson besegrar Ned Smith. Matchen varar i fem ronder.[2]

- 12 april – William Thompson besegrar Charles Martin. Matchen varar i två ronder.[2]

- 30 maj
  - James Burke besegrar Simon Byrne utanför London och gör anspråk på den engelska mästerskapstiteln i tungvikt, men den pensionerade mästaren Jem Ward vägrar att lämna ifrån sig titeln till Burke. Matchen varar i tre timmar och 16 minuter över 99 ronder (uppgiften om matchens längd är omstridd[3] och enligt en källa varar den i en timme och 15 minuter över 28 ronder[4]). Byrne avlider av sina skador tre dagar senare, men Burke frias i en rättegång från ansvar för Byrnes död.[1]
  - William Thompson besegrar Lew Jackson. Matchen varar i tre ronder.[2]

- 14 juni – William Thompson besegrar Tom Cox. Matchen varar i nio ronder.[2]

- 14 augusti – William Thompson besegrar George Shelton. Matchen varar i tre ronder.[2]

- 24 augusti – William Thompson besegrar Tom Burton. Matchen varar i nio ronder.[2]

- 4 september – William Thompson besegrar Bill Mason. Matchen varar i tre ronder.[2]

- 12 oktober – William Thompson besegrar Bill Moulds i Winterflood. Matchen varar i en rond.[2]

- 27 november – William Thompson besegrar Bill Keyworth. Matchen varar i elva ronder.[2]

## Födda

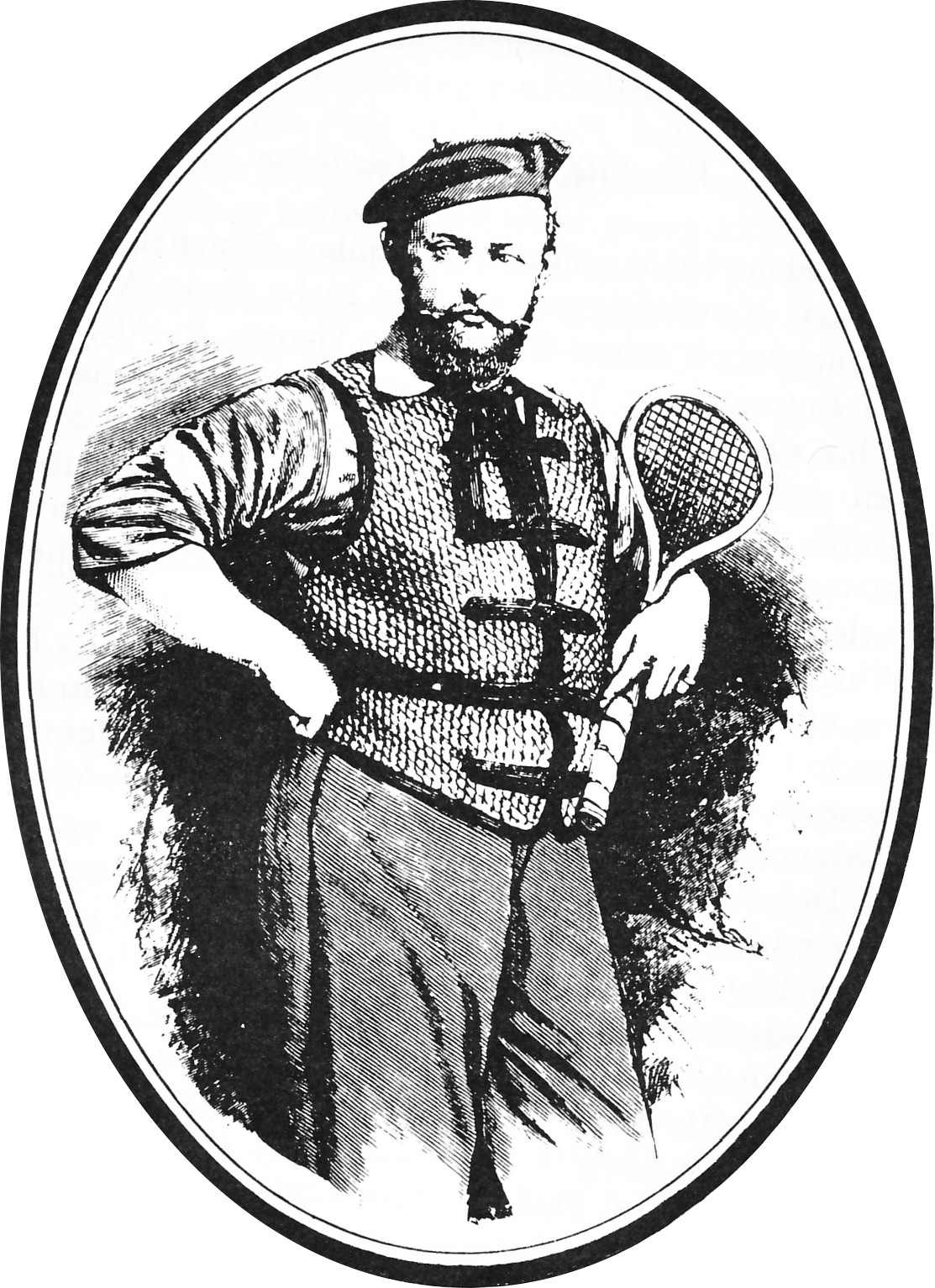
Walter Clopton Wingfield.

- 30 juni – Willie Park Sr, skotsk golfspelare, den första majorsegraren[5]

- 16 oktober – Walter Clopton Wingfield, walesisk tennispionjär, ansedd som den moderna tennisens fader[6]

## Avlidna
- 2 juni – Simon Byrne, irländsk boxare[1]